# 지우르지우
지우르지우(루마니아어: Giurgiu)는 루마니아 지우르지우 주에 위치한 도시이다. 다뉴브강을 끼고 불가리아의 도시 루세의 맞은편에 위치해 있다. 1869년 루마니아에서 처음으로 개통된 기차가 북부의 곡창 지대를 가로지른다. 또한 1889년까지 오리엔트 특급의 종착역이었다. 주요 수출품은 목재, 곡물, 소금, 석유이고 수입품은 석탄, 철, 직물이다.
다뉴브강을 건너는 다뉴브 다리가 도시의 교외에 위치해 있다.

## 인구 변화
1900년 지우르지우의 인구는 13,977명이었으나 1930년에는 30,348명이었고, 1970년대에는 5만 명 이상, 1990년대에는 7만 명 이상으로 늘어났으나, 최근에는 인구가 감소하는 추세에 있어 2002년에는 69,345명으로 줄어들었다.
| 연도                          | 인구   | ±%     |
| ----------------------------- | ------ | ------ |
| 1900                          | 13,977 | —      |
| 1912                          | 20,629 | +47.6% |
| 1930                          | 31,016 | +50.4% |
| 1941                          | 26,551 | −14.4% |
| 1948                          | 30,197 | +13.7% |
| 1956                          | 32,613 | +8.0%  |
| 1966                          | 39,199 | +20.2% |
| 1977                          | 51,544 | +31.5% |
| 1992                          | 74,191 | +43.9% |
| 2002                          | 69,587 | −6.2%  |
| 2011                          | 54,655 | −21.5% |
| 출처: Census data, 1930–1948. |        |        |

## 역사
다키아인들이 1세기경에 지우르지우 주변에 살기 시작했으며, 고고학적인 증거들이 이를 뒷받침해준다. 로마 제국 시기에는 유스티니아누스 1세가 건설한 도시인 테오도라폴리스의 일부였다.
14세기 경에 비단과 벨벳을 교역하던 제노바 상인들이 다뉴브강에 은행을 세우고, 항구로서 지우르지우를 세웠다. 사람들이 수호성인 성 게오르기우스의 이름을 따서 부르기 시작했고, 현재의 이름으로 정착되었다. 1420년에는 오스만 제국이 다뉴브강의 통행권을 확보하기 위해 점령하였다. 오스만 사람들은 이 도시를 땅을 뜻하는 'yer'와 하늘을 뜻하는 'gök'을 더해 예르괴위(튀르키예어: Yergöğü)라고 불렀다.
지우르지우는 다뉴브강의 하구에 위치한 요새화된 도시로서 자주 등장했다. 1659년과 1829년 화재가 일어나 요새가 모두 무너져 슬로보지아 섬의 성 하나만 남았다.
공산정권 시절인 1952년 ~ 1954년, 소비에트 연방은 다뉴브강을 사이에 두고 루마니아와 불가리아를 잇는 유일한 다리인 다뉴브 다리 건설을 지원했다.

## 사진

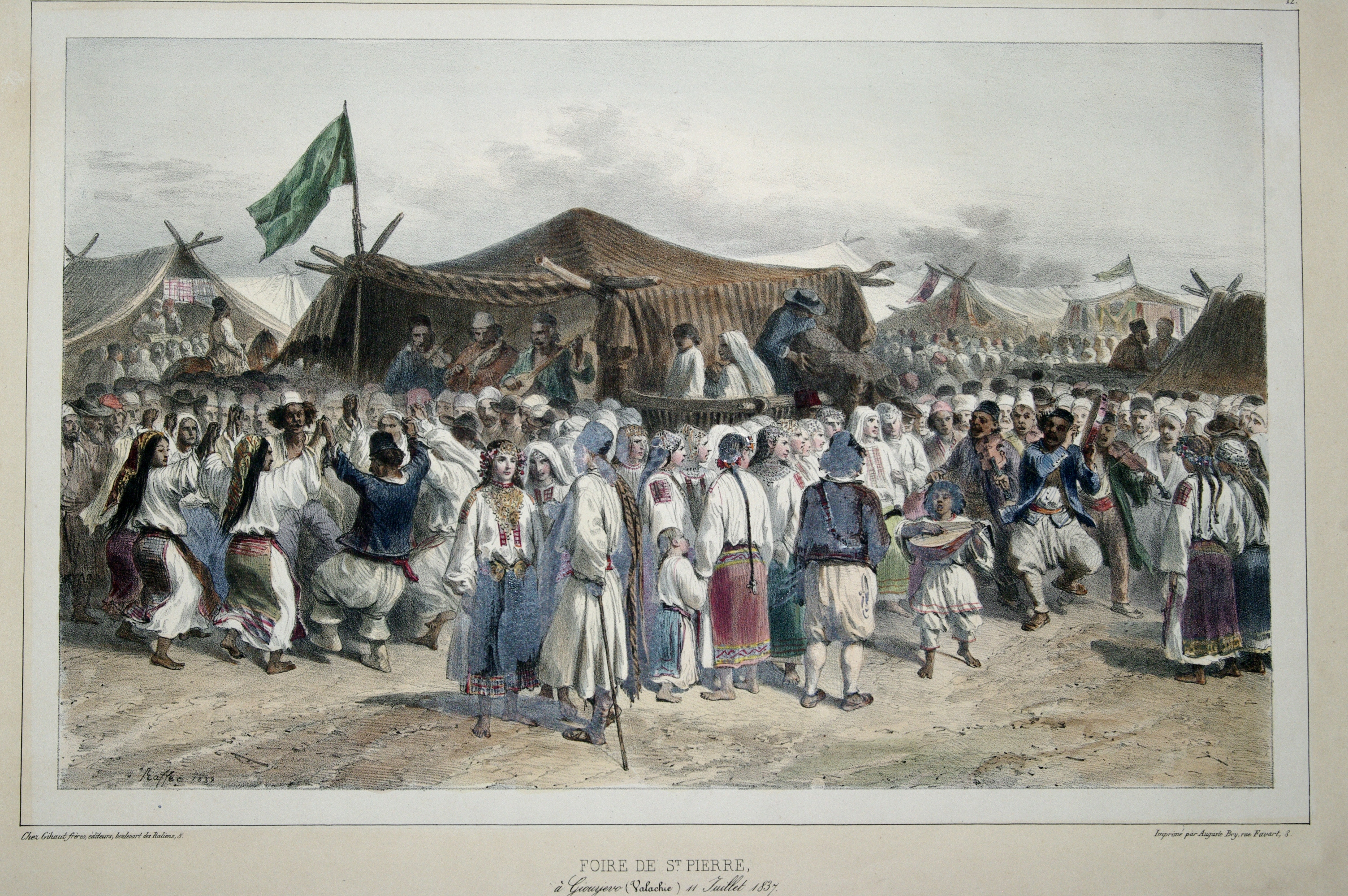
1837년 시장의 모습
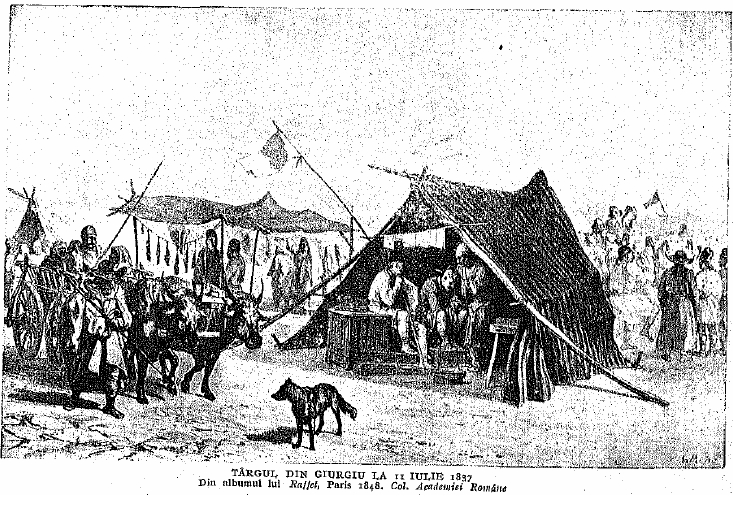
1848년 시장의 모습
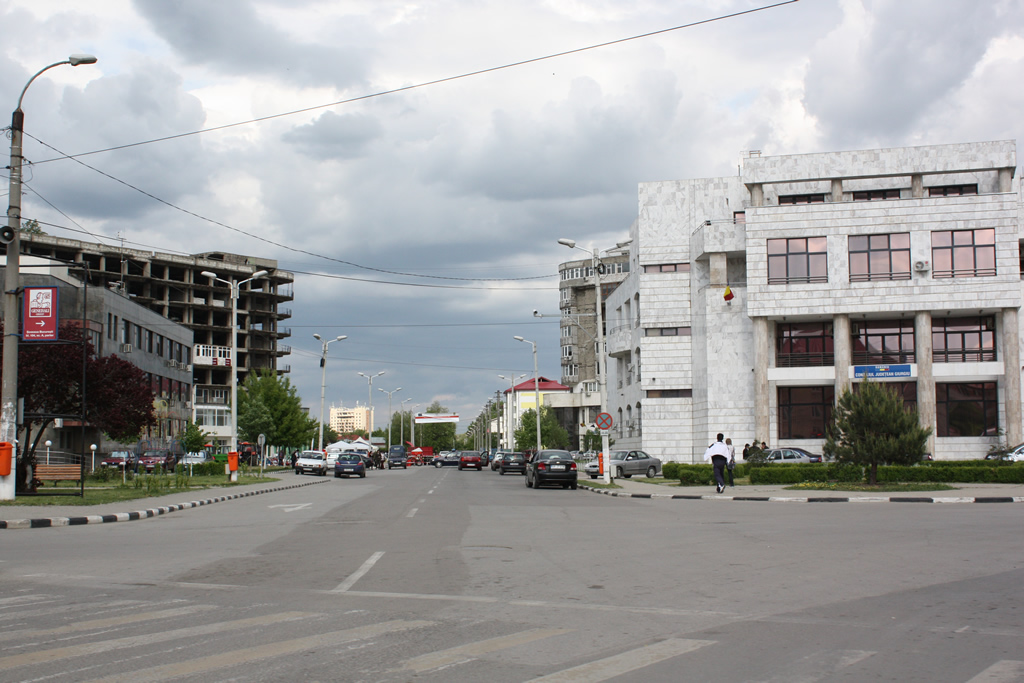
행정 중심지
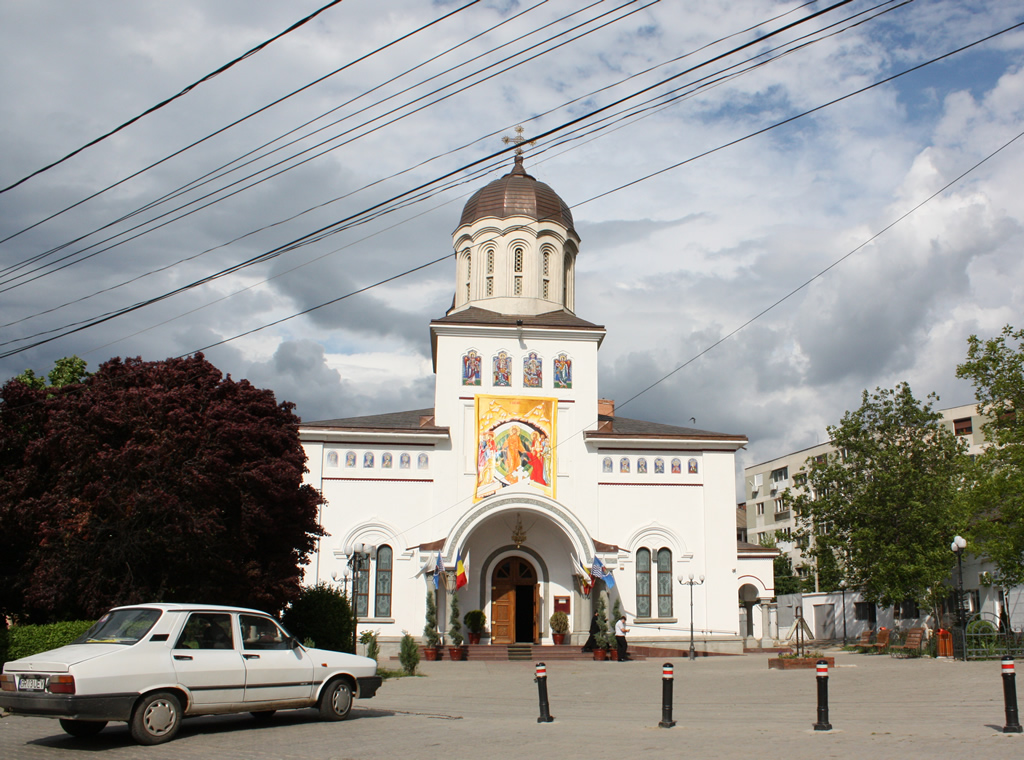
성당

## 같이 보기
- FC 아스트라 지우르지우

1. ↑  Populatia RPR la 25 ianuarie 1948, p. 14